# Wapen van Krimpen aan de Lek

Wapen van Krimpen aan de Lek

Het wapen van Krimpen aan de Lek werd op 24 juli 1816 door de Hoge Raad van Adel aan de Zuid-Hollandse gemeente Krimpen aan de Lek in gebruik bevestigd. Op 1 januari 1985 ging de gemeente samen met Lekkerkerk op in de nieuw opgerichte gemeente Nederlek. Het wapen van Krimpen aan de Lek is daardoor komen te vervallen. In het wapen van Nederlek werd een liggende wassenaar uit het wapen van Krimpen aan de Lek opgenomen. Sinds 1 januari 2015 valt Krimpen aan de Lek onder de gemeente Krimpenerwaard. In het wapen van Krimpenerwaard werden in het vierde kwartier drie liggende wassenaars opgenomen.

## Blazoenering
De blazoenering van het wapen luidde als volgt:
Van zilver, beladen met drie liggende halve manen van sabel.
De heraldische kleuren zijn zilver (wit) en sabel (zwart). Het schild bevat liggende drie wassenaars. Het schild is onbekroond.

## Geschiedenis
Het wapen is afkomstig van het wapen van Jan II van Polanen, heer van de Leck in 1342 en afkomstig uit het geslacht Van Polanen. Van Polanen zijn afstammelingen van de Van Duivenvoordes die zich noemden naar kasteel Polanen in Monster. De Duivenvoordes stammen af van de Wassenaers, die reeds wassenaars in hun wapen voerden. Deze wassenaars zijn ook zichtbaar in de wapens van Lekkerkerk, Ouderkerk aan den IJssel, buurtschap Zuidbroek en Krimpen aan den IJssel.

## Verwante wapens

Wapen van geslacht Van Polanen
Wapen van Monster
Wapen van Lekkerkerk
Wapen van voormalige gemeente Nederlek
Wapen van Ouderkerk aan den IJssel
Wapen van voormalige gemeente Ouderkerk
Wapen van buurtschap Zuidbroek
Wapen van Krimpen aan den IJssel
Wapen van Krimpenerwaard